# شهدخوارهای درخشان
شهدخوارهای درخشان (نام علمی: Aethopyga) نام یک سرده از تیره شهدخواران است.